# Catasetum microglossum
Catasetum microglossum är en orkidéart som beskrevs av Robert Allen Rolfe. Catasetum microglossum ingår i släktet Catasetum och familjen orkidéer. Inga underarter finns listade i Catalogue of Life.